# Polyamine

Putrescine ou diaminobutane, une polyamine qui participe à donner aux cadavres en décomposition leur odeur.

Cadaverine, qui contribue également à l'odeur des cadavres.

Spermidine, qui contribue à l'odeur et au goût du sperme.

Spermine, qui contribue aussi à l'odeur et au goût du sperme.

Les polyamines sont des composés organiques possédant deux ou plusieurs fonctions amine.
Retrouvés chez des organismes aussi différents que les bactéries, microorganismes parasites, plantes,, et animaux, ils jouent dans l'organisme un rôle encore mal compris de régulateur (de la prolifération cellulaire et du développement) et peuvent être impliqués dans certains processus cancéreux.
Les polyamines trouvées dans l'organisme humain sont en partie synthétisées par lui ou par les bactéries intestinales, ou sont absorbées avec la nourriture.
Endogènes ou exogènes, elles peuvent avoir des rôles encore mal connus tantôt protecteurs, tantôt délétères.

## En biologie
Parmi les composés répondant à cette définition, certains possèdent une importance en biologie.
Ils pourraient jouer un rôle important dans le développement des végétaux.
Ainsi, la putrescine, la cadavérine, qui sont des composés issus de la dégradation des protéines et qui sont responsables de l'odeur nauséabonde des cadavres animaux, sont des polyamines.
La spermidine et la spermine sont deux composés qui agissent comme hormones de croissance dans les cellules eucaryotes et procaryotes.
Certaines polyamines sont rencontrées dans le venin des araignées et sont des neurotoxines. Elles inhibent la fonction des canaux ioniques de type NMDA.
Certains métabolites des bactéries de l'intestin sont des polyamines qui aident les bactéries à former des biofilms et qui semblent être utilisés par des cellules humaines pour réguler la prolifération cellulaire. Ces métabolites, lorsque produits par le biofilm intestinal en quantité excessive, pourraient être impliqués dans le cancer du côlon. Ceci est suspecté depuis les années 1970.
Le cancer du pancréas et d'autres types de cancer pourraient être liés à des troubles du métabolisme ou catabolisme de polyamines, notamment étudiés sur des animaux de laboratoire génétiquement modifiés pour présenter de tels troubles.